# الدوري الألماني لكرة القدم للسيدات 1992–93
الدوري الألماني لكرة القدم للسيدات 1992–93 (بالألمانية: Fußball-Bundesliga 1992/93)‏ هو موسم من الدوري الألماني لكرة القدم للسيدات. أشرف على تنظيمه اتحاد ألمانيا لكرة القدم، وكان عدد الأندية المشاركة فيه 20، وفاز فيه نادي نيدركيرشن 08 ‏.